# Дноуглубительное судно

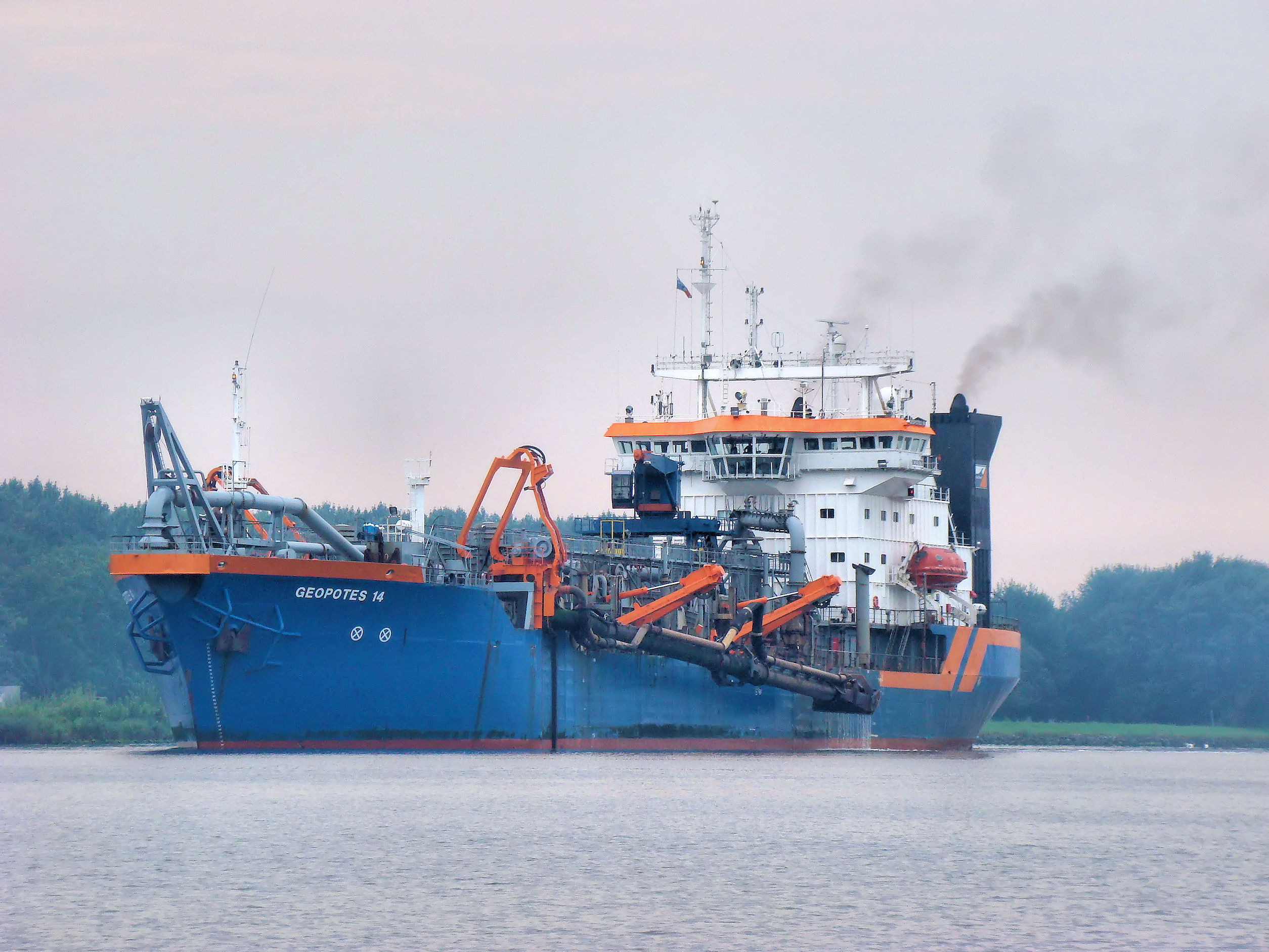
Самоотвозное землесосное дноуглубительное судно THSD «Geopotes 14»

Дноуглубительное судно (англ. dredger) — самоходное или несамоходное судно, предназначенное для выемки и удаления грунта со дна водоёмов, углубления фарватеров, каналов, рейдов и других районов моря с целью обеспечения безопасной навигации кораблей.
Дноуглубительные снаряды (рабочий орган), которыми оборудовано дноуглубительное судно, по способу выемки грунта делят на:
- землечерпательные снаряды (одно- и многоковшовые);
- землесосные снаряды.

По способу транспортировки грунта на место укладки дноуглубительные суда делятся на:
- самоотвозные;
- шаландовые (сваливающие грунт в грунтоотвозные шаланды);
- рефулерные (удаляющие грунт в виде пульпы по грунтопроводу).

Часто дноуглубительные суда работают вместе со вспомогательными судами (буксировщиками, промерным катером, плавучим грунтопроводом и др.), обеспечивая проведение дноуглубительных работ на определённом участке. Такой комплекс судов называется дноуглубительным караваном.

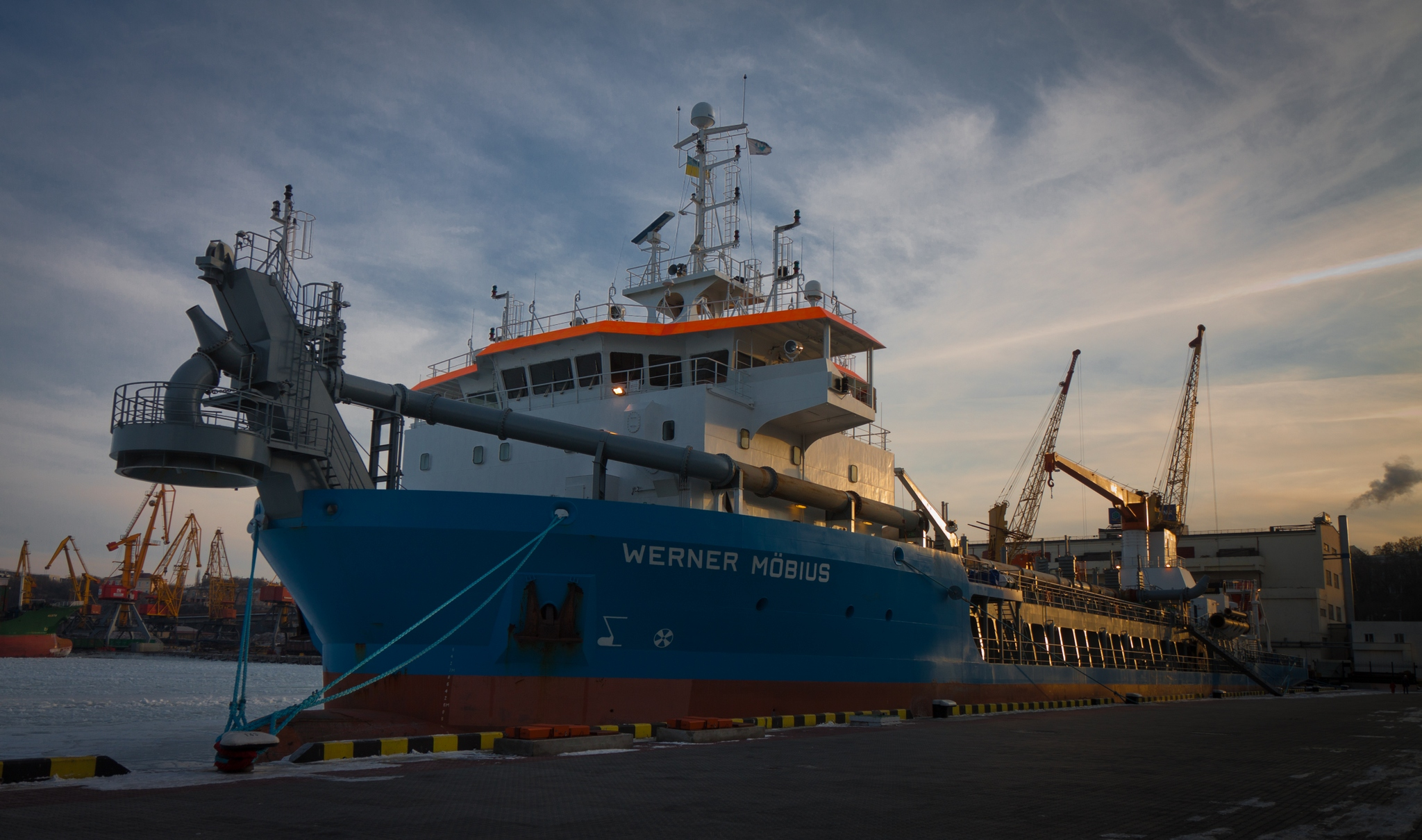
Дноуглубительное судно «Werner Möbius» в одесском порту

Дноуглубительное судно состоит из металлического понтона с надстройкой, в котором размещены энергетическая установка, рабочий орган, устройства транспортировки грунта к месту свалки и служебно-бытовые помещения.